# Coccocarpia
Coccocarpia — рід грибів родини Coccocarpiaceae. Назва вперше опублікована 1827 року.